# Detthowska skolan

Detthowska skolan var en privat flickskola i Stockholm verksam mellan åren 1896 och 1933.
Skolan grundades av Alma Detthow 1896, efter att hon bland annat varit föreståndare för Ateneum för flickor. Det var i princip avsett som en slags övningsskola för det av Detthow samtidigt grundade Nya lärarinneseminariet (även kallat Privatskoleseminariet och Lägre lärarinneseminariet), vilket lades ned 1912. 1899 grundade Detthow det Detthowska småskoleseminariet för utbildning av småskollärarinnor och skolorna delade lokal på Birger Jarlsgatan.
1910 omfattade skolan treårig småskola, vilken även tog emot pojkar, 
åttaårig elementarskola för flickor (flickskola) och 
realskolelinje för flickor, vilken upphörde 1926.
1912 påbörjades byggandet av ett nytt skolhus på Eriksbergsgatan 10 efter ritningar av Hagström & Ekman, och höstterminen 1913 flyttade man in i de nya lokalerna.
Då riksdagen år 1925 beslöt att alla privata statsunderstödda lärarinneseminarier skulle läggas ned (p.g.a. överbefolkning på lärarinnebanan) minskade elevantalet och skolhuset blev för stort. Detthowska skolan såldes därför 1933 till Annaskolans föreståndare och ägare Edit Edelstam, och skolorna slogs samman till Annaskolan–Detthowska skolan.

## Adresser
- 1896–1903 Först Norrlandsgatan 37, sedan Birger Jarlsgatan 27
- 1903–1913 Birger Jarlsgatan 35
- 1913–1933 Eriksbergsgatan 10 (nybyggt skolhus)

## Fortsatt undervisning i lokalerna
Undervisningen fortsatte i samma lokaler då Annaskolan-Detthowska skolan, i och med kommunaliseringen 1939, slogs samman med Ateneum för flickor på Sveavägen och Brummerska skolan på Johannesgatan 18 och bildade Norrmalms kommunala flickskola 
Då undervisningen 1960 koncentrerades till Johannesgatan tog Bar-lock institutet över lokalerna, och bedrev här undervisning fram till dess kommunalisering 1975, då skolan uppgick i Fridhemsplans gymnasium på Kungsholmen. Idag är byggnaden omvandlad till en modern kontorsfastighet.